# ダンカン・スチュワート (植民地行政官)
ダンカン・ジョージ・スチュワート（Duncan George Stewart CMG、1904年10月22日 - 1949年12月10日）は、イギリスの植民地行政官・総督である。サラワク直轄植民地総督在任中、シブにおいて暗殺された。

## 若年期
スチュワートは1904年10月22日にトランスヴァール植民地（現 南アフリカ共和国）のウィットクリーフテンにおいてイギリス人の両親の間に生まれた。ウィンチェスター・カレッジとオックスフォード大学オリオル・カレッジで教育を受けた。

## 経歴
スチュワートは1928年にイギリス植民地局の職員となり、イギリス保護領ナイジェリアのオヨ州の行政官、バハマの植民地長官、委任統治領パレスチナの財務長官、南アフリカの総督会議長官を歴任した。既婚で、子供が3人いる。1948年に聖マイケル・聖ジョージ勲章の受勲を受け、その後、1949年にサラワク直轄植民地総督に任命された。

## 暗殺
スチュワートは1949年11月15日にサラワクの総督に就任した。それからわずか数週間後の同年12月3日、サラワクにおける初の現地視察としてシブを訪問した。報道によれば、現地の住民はスチュワートを温かく歓迎した。衛兵の観閲と学校の生徒達との面会を終えた後、写真を撮りたいと申し出た青年モシディ・ビン・セデックがスチュワートに近づき、スチュワートがポーズを取ると、別の青年ロスリ・ドビがスチュワートを刺した。2人はその場で逮捕された。2人は殺人罪で有罪判決を受け、他の2人の共謀者とともに絞首刑に処せられた。
スチュワートは、深い刺し傷を負いながらも、着用していた白い制服に血がにじむまで我慢していたと伝えられている。スチュワートはすぐに首都クチンの病院に搬送され、その後シンガポールの総合病院に送られたが、12月10日に死亡した。
サラワクは1946年までサラワク王国という白人のラージャが統治する国であったが、第3代のヴァイナー・ブルックがラージャを退位してサラワクをイギリス政府に割譲したことにより、その王冠植民地となっていた。王太子だったアンソニー・ブルック（ヴァイナーの甥）や一部の住民は割譲に反対していた。長らく、ドビらは反割譲運動のメンバーであり、事件の背後にはアンソニーが関与していたと信じられていた。しかし、2012年に機密解除されたイギリス政府の文書によれば、彼らは実際には、独立したばかりのインドネシアとサラワクの連合を主張する政治グループのメンバーだった。イギリス政府はこの事件の真相を知っていたが、インドネシアを刺激しないためにそれを公表しないことを選択した。当時、インドネシアは旧宗主国オランダに対する独立戦争に勝利したところであり、イギリスはサラワクの北西でのマラヤ危機に対応していた。